# Encyclopedia of Life Sciences
Die Encyclopedia of Life Sciences – kurz eLS – ist eine Spezialenzyklopädie mit dem Anspruch, das Wissen der Biologie und angrenzender Wissenschaftsdisziplinen umfassend darzustellen. Sie umfasst 26 Bände, von denen die ersten 20 im Jahr 2002 veröffentlicht wurden. Sechs weitere Bände erschienen 2007 als Ergänzungsausgabe und umfassen die Inhalte, die nach dem Erscheinen der ersten 20 Bände zunächst in der seit April 2001 verfügbaren Internet-Ausgabe veröffentlicht worden waren. Der Zugriff auf den Artikelbestand im Internet ist kostenpflichtig. Aktualisierungen und Ergänzungen der Onlineinhalte erfolgen alle zwei bis drei Monate.
Die Enzyklopädie enthält auf rund 18.300 Seiten etwa 4.000 Artikel in englischer Sprache. Diese wurden von Fachwissenschaftlern geschrieben und unterlagen vor der Veröffentlichung einer externen Begutachtung durch andere Wissenschaftler (Peer-Review). Hinsichtlich des inhaltlichen Anspruchs werden dabei drei Artikelkategorien unterschieden, und zwar Introductory articles (Einführungsartikel), Advanced articles (fortgeschrittene Artikel) für spezielle Themen und Keynote articles (Grundsatzartikel) für kontroverse, neuartige oder aktuelle Themen. Bis 2004 wurde die Enzyklopädie vom Verlag Nature Publishing Group herausgegeben, seitdem erscheint sie beim Verlag John Wiley & Sons.